# 泉河 (梁济运河)
泉河又称北泉河，位于中国山东省汶上县，是梁济运河的一条左岸支流，原发源于宁阳县鹤山乡泗皋村，后上段于汶上县杨店乡曹营村改道入宁汶河。今泉河自曹家营起，西南经汶上县城，至南站镇鹅河村左汇南泉河，南泉河入口以下的泉河又称“总泉河”。泉河继续西南流至南旺镇南大、小店子村之间注入梁济运河。全长42.47公里，流域面积388.5平方公里。